# Réjean Thomas (poète)
Pour les articles homonymes, voir Réjean Thomas (homonymie) et Thomas.
Réjean Thomas est un poète québécois né à Longueuil en 1950 et mort le 24 août 2009. Il fut enseignant pendant trois décennies.
Il se distingue de la poésie de son temps par un regard tendre et satirique. 

## Anecdote
- La couverture de son deuxième recueil, Œuvre complète, parodie celle de la collection Poésie/Gallimard.

## Œuvres
- Poèmes français, 2006, Poètes de brousse
- Œuvre complète, 2009, Poètes de brousse